# Bürgermeister-Müller-Museum

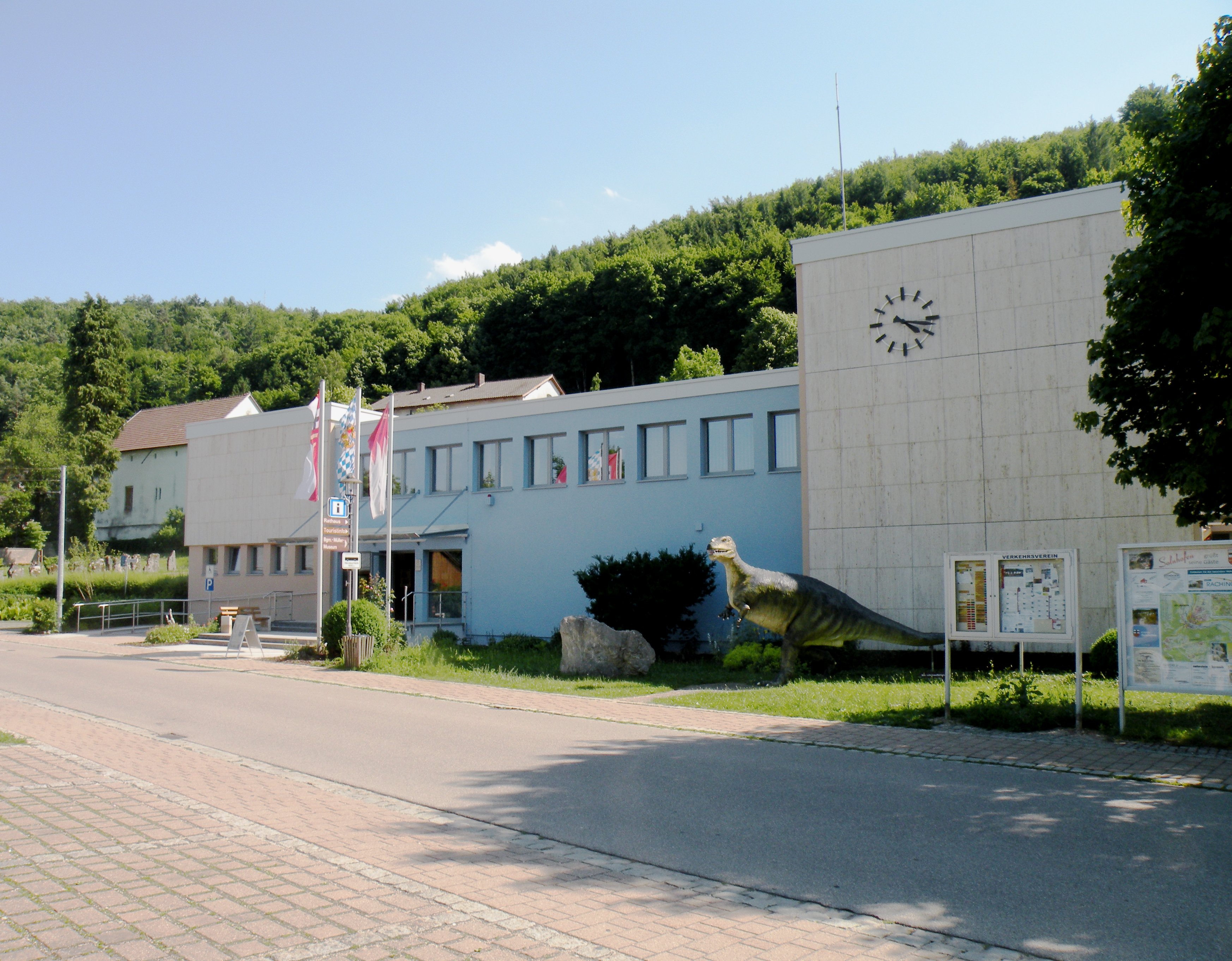
Das Museumsgebäude in Solnhofen, Juni 2012

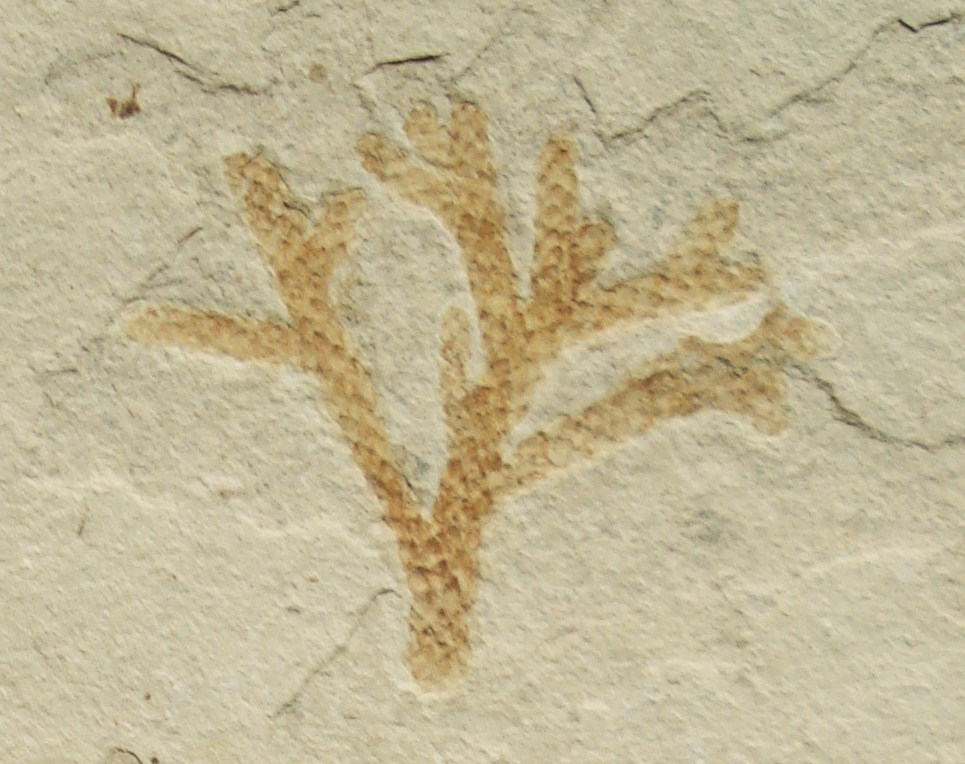
Fossil von Brachyphyllum im Bürgermeister-Müller-Museum in Solnhofen

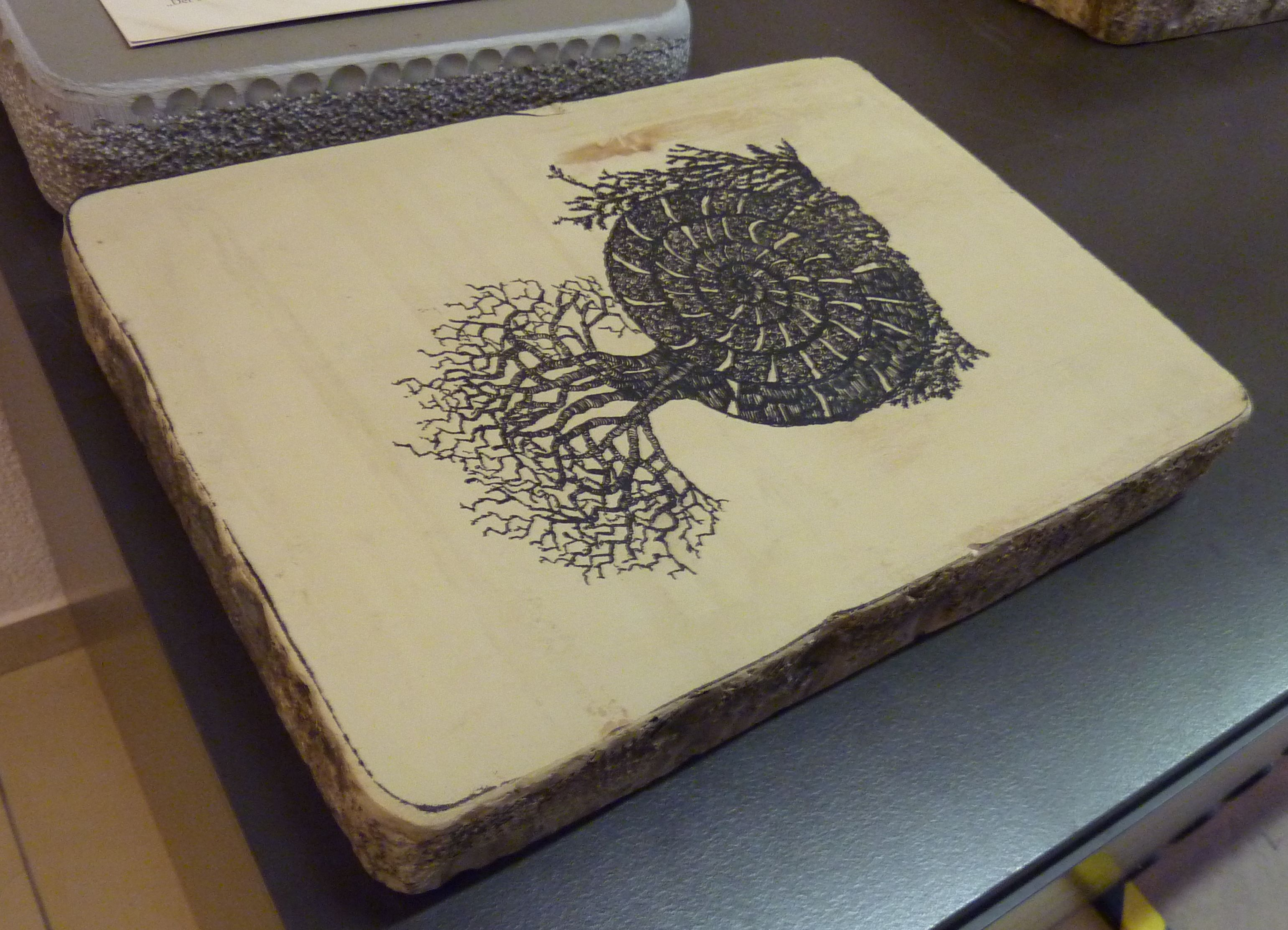
Lithographiestein zu Oskar Fraas’ Fossiliensammler

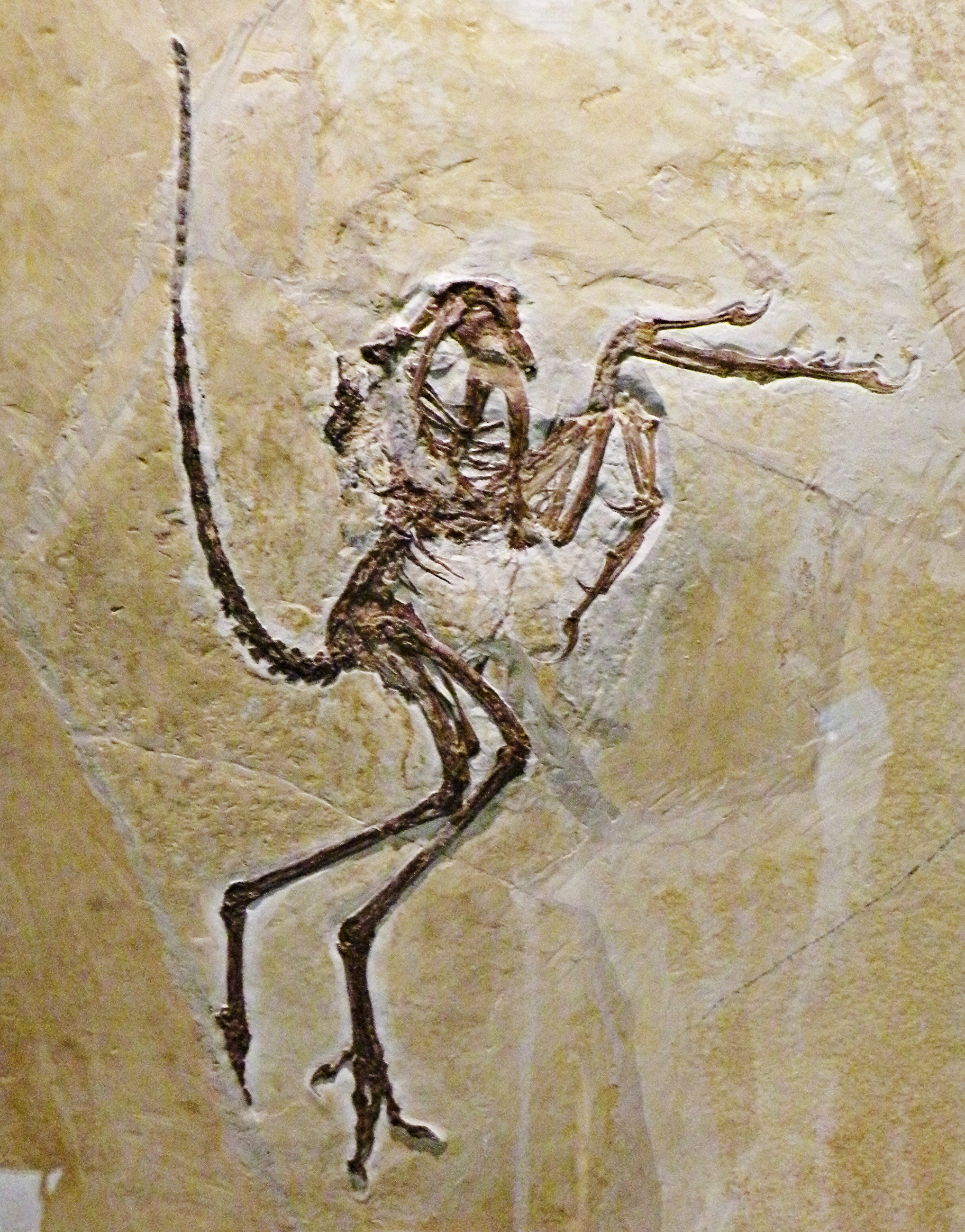
Das „Solnhofener Exemplar“ von Archaeopteryx

Das Bürgermeister-Müller-Museum ist ein paläontologisches und geologisches Museum in Solnhofen, einer Gemeinde im mittelfränkischen Landkreis Weißenburg-Gunzenhausen. Einen gewissen Weltruf erlangte das Museum durch den Besitz zweier Originale des in der Region gefundenen Urvogels Archaeopteryx. Zur Ausstellung gehört ebenfalls der Themenbereich Lithografie. Das Museum befindet sich im Solnhofener Rathaus und hat die Adresse Bahnhofstraße 8.

## Geschichte
Friedrich Müller, Fossiliensammler mit internationalem Ruf und zeitweiliger Bürgermeister Solnhofens, stellte bereits 1954 seine private Fossiliensammlung, bestehend aus Fundstücken des Solnhofener Plattenkalks aus der näheren Umgebung, aus. Im Gegensatz zu anderen Fossiliensammlern aus der Region verkaufte er seine Sammlung nicht, sondern erweiterte sie. 1968 gründete die Gemeinde Solnhofen das nach Friedrich Müller benannte Bürgermeister-Müller-Museum mit Müllers Fossiliensammlung als Grundstock. 1970 öffnete das Museum erstmals seine Pforten, 1986 wurde das Museum grundlegend erweitert.

## Sammlung
Das Museum zeigt größtenteils Fossilien von Pflanzen und Tieren aus der Jurazeit, besonders aus den lokalen Steinbrüchen in Langenaltheim, Eichstätt und Solnhofen sowie aus Brunn, Hienheim und Painten. In besonders großer Zahl vertreten sind Fischarten, wie beispielsweise Haie und Schnabelfische. Daneben gibt es noch viele Arten von Reptilien, darunter der Sphenodontier Homoeosaurus, Plesiosaurier und mehrere Flugsaurier, sowie mehrere Krebse, Stachelhäuter und Kopffüßer wie Ammoniten und Belemniten. Ferner gehören zur Sammlung noch verschiedene Meeres- und Landpflanzen sowie Quallen und Medusen und deren in steinerner Form erhalten gebliebenen Spuren. Die wertvollsten Stücke der Sammlung sind die Originale mehrerer Fossilien des Urvogels Archaeopteryx. Ebenfalls ausgestellt sind Abdrücke der in Solnhofen gefundenen Archaeopteryx-Exemplare, die heute im Berliner Museum für Naturkunde und im Londoner Natural History Museum verwahrt werden. Als Dauerleihgabe verwahrt das Museum den Raubsaurier von Painten (Sciurumimus), aufgrund seines Schwanzes auch Paintener Eichhörnchen genannt. Ferner gehören zur Sammlung mehrere Lithografie-Platten und -Zeichnungen sowie eine Lithografiepresse. Zu sehen ist auch die weltgrößte Lithografie. Ausgestellt werden ebenfalls Werkzeuge eines Hackstockmeisters.